# Tiszadob
Tiszadob är en ort i Ungern.   Den ligger i provinsen Szabolcs-Szatmár-Bereg, i den nordöstra delen av landet, 170 km öster om huvudstaden Budapest. Tiszadob ligger 90 meter över havet och antalet invånare är 3 311.
Terrängen runt Tiszadob är mycket platt. Runt Tiszadob är det ganska tätbefolkat, med 100 invånare per kvadratkilometer. Närmaste större samhälle är Tiszaújváros, 11,1 km sydväst om Tiszadob. Trakten runt Tiszadob består till största delen av jordbruksmark.